# Novîi Dvir, Turiisk
Novîi Dvir (în ucraineană Новий Двір) este localitatea de reședință a comunei Novîi Dvir din raionul Turiisk, regiunea Volînia, Ucraina.

## Demografie
Componența lingvistică a localității Novîi Dvir
     Ucraineană (100%)
Conform recensământului din 2001, toată populația localității Novîi Dvir era vorbitoare de ucraineană (100%).